# Nealcidion furciferum
Nealcidion furciferum là một loài bọ cánh cứng trong họ Cerambycidae.